# Ishikawajima Ne-20
L'Ishikawajima Ne-20 (in giapponese 石川島 ネ-20) fu il primo motore turbogetto costruito in Giappone. Fu sviluppato dalla Ishikawajima Hirano Shipyard durante la seconda guerra mondiale parallelamente al primo aereo a reazione nazionale, il Nakajima J9Y Kikka.

## Storia
Fin dalla notizia della presentazione del primo brevetto di un motore a getto presentato dall'inventore francese Maxime Guillaume nel 1921, i giapponesi furono molto interessati agli sviluppi nel campo della propulsione. Anche le esperienze del britannico Whittle e del suo motore con compressore centrifugo del 1930 non passarono inosservate. La Marina imperiale giapponese, per cercare di mantenere il passo con gli europei nella ricerca su turbocompressori e propulsione a getto, formò (nel 1937) un gruppo di ricerca costituito da ingegneri dell'università di Tokyo, della Hitachi, della Nakajima, della Mitsubishi e della Ishikawajima Shipyards presso il Kūgishō, che nel 1932 era stato ricostruito a Yokosuka.
Le notizie del primo volo dell'aereo sperimentale italiano Campini-Caproni C.C.2 (equipaggiato con un motoreattore), spinsero gli ingegneri giapponesi ad esplorare anche la tecnologia relativa allo statoreattore, ma pur facendo progressi nel campo della propulsione a getto rimanevano indietro alla Germania e all'Inghilterra.
La collaborazione tecnologica tra la Germania ed il Giappone ebbe inizio con il trattato economico del gennaio del 1943 che prevedeva lo scambio di materiali, armamenti e tecnologie militari. All'inizio del 1944, il Ministero dell'Aria del Reich (in tedesco Reichsluftfahrtministerium o RLM) mise a parte il Giappone dei piani segreti tedeschi riguardanti velivoli con motori a turbina e a razzo. In seguito ad una richiesta ufficiale dell'ambasciatore giapponese a Berlino, nel marzo del 1944 venne stabilito di inviare in Giappone tecnici e i piani di costruzione dei Messerschmitt Me 262 B-1a e Me 163 A-1a permettendone poi la loro costruzione su licenza. Nel luglio del 1944 furono spediti, mediante diversi sottomarini, i piani dettagliati per la costruzione dei velivoli, dei motori e delle caratteristiche tecniche dei combustibili.
A bordo dell'unico che riuscì a passare il blocco navale degli Alleati c'era il capo tecnico giapponese Eichi Iwaya che, dopo 87 giorni di navigazione, per accelerare il rientro in Giappone lasciò il sommergibile portaerei I-29 durante uno scalo tecnico a Singapore per rientrare in aereo. L'unità verrà affondata, con tutti i piani di costruzione, al largo di Manila pochi giorni dopo, lasciando solo una fotocopia della sezione del motore BMW 003 che Iwaya si era portato dietro.

### Sviluppo

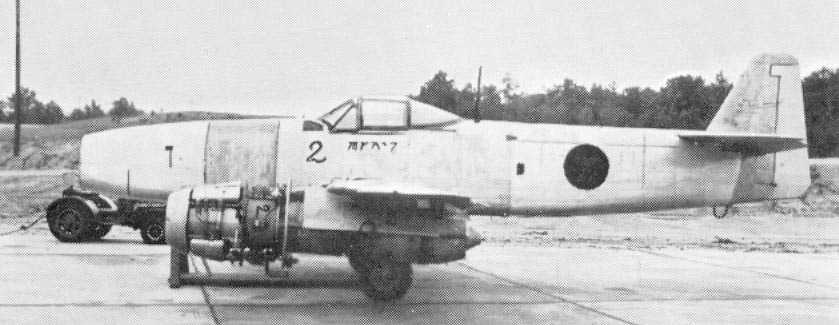
Dettaglio di un Ne-20 (senza cappottature motore) installato su un Nakajima Kikka

Nel 1938, sotto la supervisione di Tokiyasu Tanegashima, vennero studiati diversi modelli sperimentali di compressori e turbine a gas. Abbandonato quasi dall'inizio lo studio del compressore a pistone libero, gli sforzi vennero indirizzati sul più promettente compressore assiale. Le notizie sul volo del motoreattore Campini portarono alla costruzione della omologa versione giapponese Tsu-11, che avrebbe dovuto poi equipaggiare il velivolo-bomba Ohka.
La fattibilità della propulsione a getto dimostrata da questo motore portò allo sviluppo del TR-10 (successivamente ribattezzato Ne 10, da Nensho Rocketto, in giapponese "razzo che brucia"). Era costituito da un singolo stadio di compressore centrifugo (ottenuto riciclando un precedente progetto di turbocompressore) mosso da un albero collegato ad uno stadio di turbina assiale. L'unità venne provata nell'estate del 1943, ma con scarsi risultati.
Per aumentarne la spinta ed abbassare contemporaneamente il numero di giri furono aggiunti 4 stadi di compressore a flusso assiale, in una configurazione di compressore misto simile a quella dell'Heinkel-Hirth 109-001 (HeS 8A). La prima versione di questo motore (il Ne 12) risultò troppo pesante e venne alleggerita con la Ne 12B di cui furono costruiti una quarantina di esemplari per equipaggiare il Kikka.
Nel luglio del 1944, poco prima dell'entrata in produzione del Ne 12B, Iwaya tornò in Giappone con l'unico schema del motore BMW sopravvissuto. Sulla base di quelle scarne informazioni i tecnici giapponesi scoprirono che i tedeschi avevano adottato un disegno con compressore assiale senza compressore centrifugo, abbassando così ulteriormente il numero di giri del motore e contribuendo a diminuire gli stress meccanici della turbina.
La fase di progetto si concluse nel gennaio del 1945 e contemporaneamente iniziò la produzione dei prototipi. Il primo Ne 20 fu provato con successo al banco il 26 marzo del 1945 e fu quindi deciso che avrebbe equipaggiato il Kikka al posto del Ne 12B. Il primo volo sul Kikka avvenne il 7 agosto del 1945.

## Tecnica
Sulla base di quelle poche informazioni tecniche, fu stabilito che il progetto tedesco assicurava maggiori potenzialità di quelli al momento sviluppati in Giappone e venne quindi assegnato a diverse case costruttrici il compito di progettare le versioni secondo il nuovo disegno. La Ishikawajima-Shibaura Turbine sviluppò il Ne 130, la Nakajima insieme all'Hitachi il Ne 230, la Mitsubishi il Ne 330 e il Kugisho il Ne 20.
La grandezza del Ne 20 era circa 3/4 di quella del BMW 003, con una camera di combustione che aveva solo 12 iniettori di combustibile al posto degli originali 16 ma delle stesse dimensioni, in modo da eliminare la necessità di ulteriori sperimentazioni. Il compressore assiale era ad otto stadi mentre il motore di avviamento contenuto nell'ogiva era elettrico, a differenza del motore a due tempi installato sul motore tedesco. Durante la fase di avviamento veniva utilizzata benzina per poi essere via via sostituita da una miscela di un distillato di resina delle radici di pino con un 20-30% di benzina.
La temperatura in camera di combustione era compresa tra i 1000 ed i 2000 °C (a seconda della zona), la temperatura di ingresso in turbina era di 700-750 °C mentre la temperatura allo scarico tra 549 e 582 °C.
I problemi a cui erano soggetti i primi prototipi erano essenzialmente dovuti all'impiego di palette di turbina in lega di acciaio al manganese-cromo vanadio, che avevano una resistenza inferiore a quelle al nickel (ma che non era però disponibile) e duravano solo per una o due ore prima della formazione di cricche alla base delle palette (che erano saldate al disco). Nelle ultime versioni si riuscì ad aumentare la durata a 5 ore di funzionamento.

## Velivoli utilizzatori
Giappone
- Nakajima Kikka

## Motori in esposizione
Alla fine della guerra furono costruiti in tutto 21 esemplari di Ne 20, di cui ne sono sopravvissuti tre, uno presso il museo interno della Ishikawajima-Harima e due esposti al National Air and Space Museum di Washington.